# خافيير مانخارين
خافيير مانخارين بيريدا (بالإسبانية: Javier Manjarín Pereda)، من مواليد 31 ديسمبر 1969 في خيخون في أوسترياس، لاعب كرة قدم إسباني سابق.
و قد بدأ مسيرته الكروية مع نادي سبورتنغ خيخون في عام 1989، ولعب معهم حتى عام 1993، وفي عام 1993 انتقل إلى نادي ديبورتيفو لاكارونا، ولعب معهم حتى عام 1999، وفي عام 1999 لعب مع نادي راسنغ، وأنهى مسيرته الكروية مع نادي أتلتيكو كيلايا المكسيكي.
و قد لعب مع منتخب إسبانيا لكرة القدم بين عامي 1993 و1997، وقد لعب معهم 13 مباراة دولية وسجل هدفين.

## روابط خارجية
- خافيير مانخارين على موقع الاتحاد الدولي (مؤرشف)  (الإنجليزية)
- خافيير مانخارين على موقع الاتحاد الأوربي (الإنجليزية)
- خافيير مانخارين على موقع قاعدة بيانات كرة القدم.إي يو (الإنجليزية)
- خافيير مانخارين على موقع ناشيونال فوتبول تيمز (الإنجليزية)
- خافيير مانخارين على موقع Soccerway.com (الإنجليزية)
- خافيير مانخارين على موقع أوليمبيديا (الإنجليزية)